# 弗里茨·让
弗里茨·阿方斯·让（法語：Fritz Alphonse Jean；1956年4月22日—），是一名海地經濟學家、政治家及作家，曾於1998年到2001年擔任海地中央銀行行長。2012年起，他出任東北省工商專業商會的主席。

## 政治生涯
2016年2月25日，尚被臨時總統若瑟萊姆·普利韋爾任命為海地總理。
2024年，在總統阿里埃爾·亨利辭職後就任過渡總統委員會的委員。
過渡總統委員會于2024年在总理及代理总统阿里埃尔·亨利辞职以及海地帮派战争局势升级后成立，并于2025年3月7日选举让担任委员会主席。该委员会的目标是在 2026年2月之前组织选举。